# Уве Колбе
Уве Колбе (на немски: Uwe Kolbe) е германски поет, белетрист, есеист и преводач.

## Биография и творчество
Уве Колбе е роден в Източен Берлин в семейството на моряк от речната флота.
Деветнадесетгодишен Колбе се запознава с писателя Франц Фюман, който става негов литературен наставник и му съдейства да публикува няколко стихотворения в престижното списание „Зин унд форм“.
През 1980 г. Уве Колбе издава първата си стихосбирка „Роден навътре“ (1980). Завършва едногодишен курс в Литературния институт „Йоханес Р. Бехер“ в Лайпциг и публикува „Разлъки и други любовни стихотворения“ (1981). Поради идеологическите спорове, които разбуждат творбите му, Колбе получава забрана да публикува в ГДР. Препитава се като преводач и става съиздател на нелегалното самиздатско литературно списание „Микадо“.
След 1985 г. на Колбе разрешават да пътува на Запад и тогава той преподава като гост-доцент в университетите на Остин (Тексас) и Виена. Излиза стихосбирката му „Борнхолм“ (1986). В 1987 г. поетът се преселва в Хамбург и публикува „Борнхолм II“ (1987), а след обединението на Германия през 1990 г. се завръща в Берлин. Следват стихосбирките „Не съвсем платонично“ (1994), „Винета“ (1998) и „Цветовете на водата“ (2001).
През 1997-2003 г. Колбе ръководи студио за литература и театър в Тюбингенския университет. По-късната му стихосбирка е „Препълнен с места“ (2005), където е включена поемата „София. Псалм“ , посветена на българската поетеса Мирела Иванова.
Уве Колбе е член на Свободната академия на изкуствата в Лайпциг и посещава на два пъти България като участник в проекта „Немско пътуване към Пловдив“.

## Награди и отличия
- 1987: Förderpreis Literatur zum Kunstpreis Berlin
- 1987: „Награда Фридрих Хьолдерлин на град Бад Хомбург“ (поощрение)
- 1988: „Награда Николас Борн за поезия“
- 1988: Übersetzerpreis des Henschel-Verlags
- 1992: Deutsche Akademie Rom Villa Massimo
- 1992: „Берлинска литературна награда“
- 1993: „Награда Фридрих Хьолдерлин на град Тюбинген“
- 2005: Stadtschreiber zu Rheinsberg
- 2006: „Награда на литературните домове“
- 2007: Max Kade Writer-in-Residence am Department of German Language and Literatures in Oberlin, Ohio (USA)
- 2010: Max Kade Writer-in-Residence am Allegheny College in Meadville, Pennsylvania (USA)
- 2012: „Награда Хайнрих Ман“
- 2012: „Меранска награда за поезия“
- 2014: Menantes-Preis für erotische Literatur
- 2014: Stadtschreiber Otterndorf
- 2015: Reiner-Kunze-Preis
- 2016: Klopstock-Preis
- 2016: Ehrengabe der Deutschen Schillerstiftung
- 2016: „Награда Инзелшрайбер“, Зюлт
- 2017: Dresdner Stadtschreiber